# 北极点

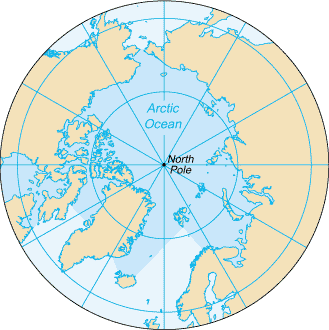
北極點

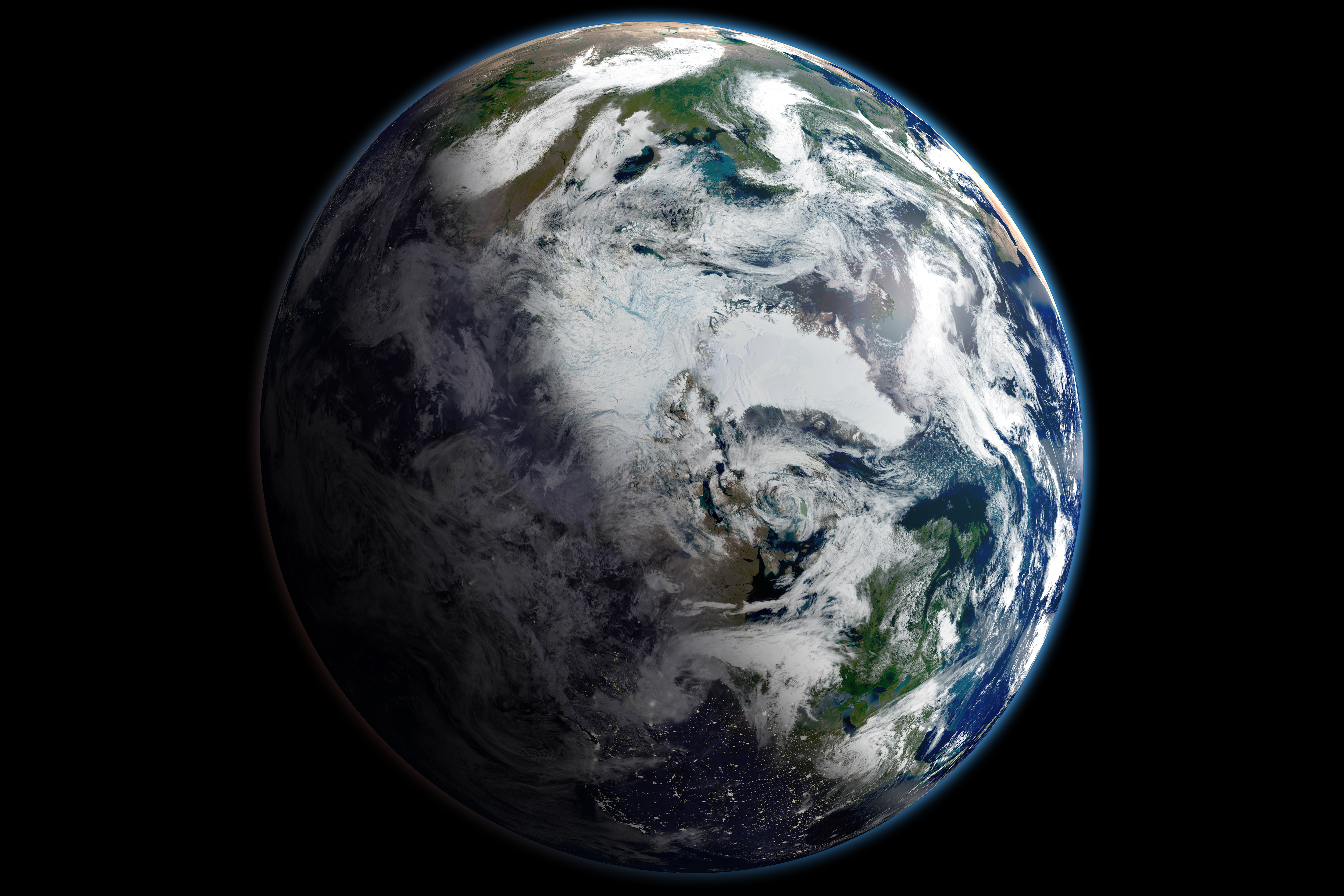
北極衛星影像合成圖，由索米國家極星於2012年9月2日攝得

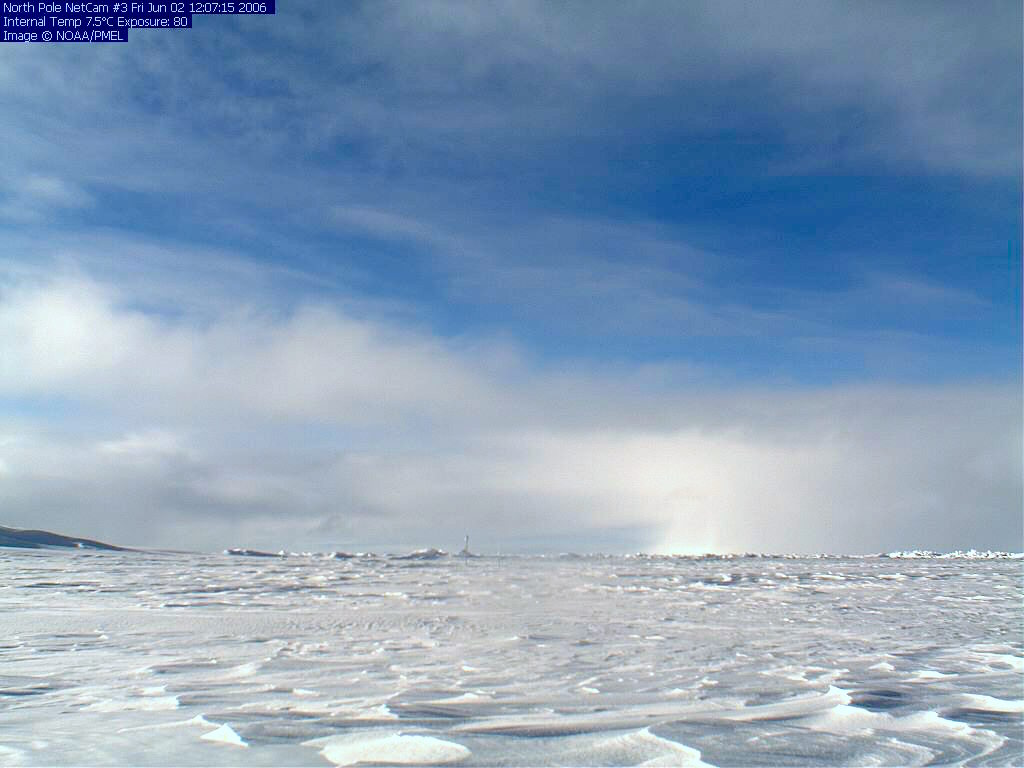
北極點附近的景觀

北极点（英語：North Pole），用於稱呼地球上的地理北極，即在地球表面上最北的點，也就是地球的自轉軸在北半球與地表相交會的點。北极点周围的地区称为北極地區，以北緯66°34′的北極圈為分界線。地理上的北極以下面的解釋為準：地球的自轉軸與地球表面的兩個交點之一，地理上的北極是緯度為北緯90°的點，在方向上是真北，在這一點所指向的任何方向都是南方。

## 精確定義
長久以來，人们都相信地球的自轉軸和北極點是固定不變的，直到18世紀才有數學家莱昂哈德·欧拉預測到這個軸會輕微的晃動。大約在20世紀初期，天文學家注意到，如果從地球上一個固定的點觀察天上的恆星，會有微小但明顯的緯度變動。這種變動的一部份可以歸因於極的漂移，但只是幾公尺的量，而且有幾個週期性的和一個不規則的標移分量。以大約435天為週期的漂移的分量在歐拉預言的八個月的分量，現在被人們稱為钱德勒摆动。這種擺動意味著當要求的精確度高於1"時，根據自轉軸定義的北極就不再適用了。
地球上的座標（經度、緯度和海拔）或地形是固定於地貌的，當然，大陸漂移和火山等侵蝕作用，會造成地表的上升或下降，使得所有的地理特徵都沒有可供固定的系統。現在，国际地球自转和参考系服务和國際天文聯合會共同制定了国际地表参考系统給了極好的架構，持續的以精密的測量來定義這個系統的地理北極，並且公告自轉軸的變動值。(參見極移)。

## 北極探險史

### 1900年前

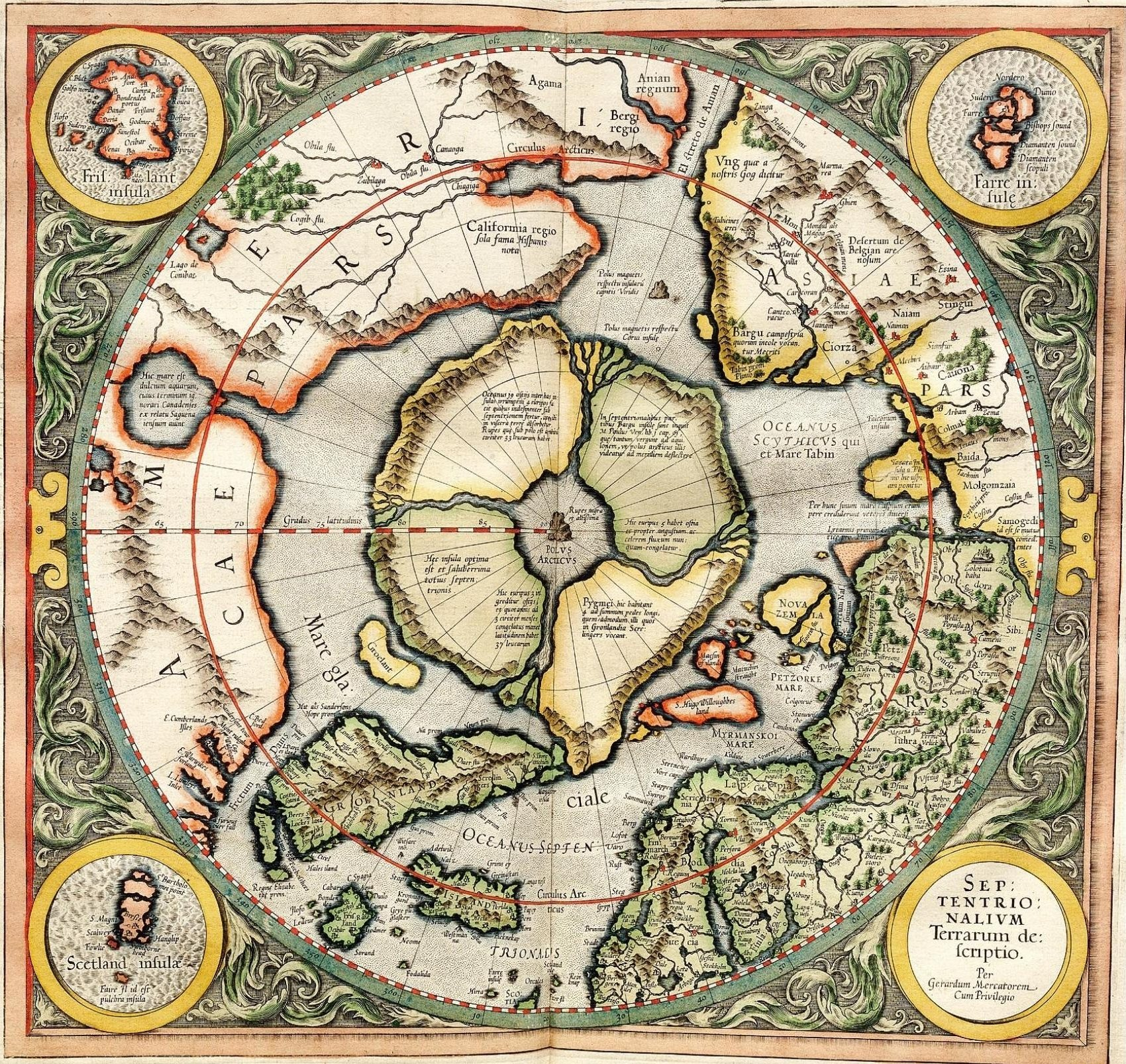
1595年杰拉杜斯·麦卡托的北極地圖

早在16世紀，許多傑出的人士認為北極是一個大海，它在19世紀被人們稱為冰間湖或開放極地海洋。因此希望通過可以通過一年內有利發現浮冰的時間數次遠征找到辦法，而捕鯨船也常用於寒冷的北方緯度地區。

### 1900年-1940年
美國探險家弗雷德里克·庫克聲稱在1908年到達北極。羅伯特·皮里也聲稱在1909年到達北極，但由於量測儀器的不精確，無法確認他們是否有到達北極。
第一個可驗證，在科學上可信的北極探險是由1926年5月12日，由挪威探險家羅爾德·阿蒙森和美籍贊助人林肯·埃尔斯沃思進行的，當時是用飞艇Norge進行的，飞艇屬於挪威政府，但是由義大利工程師Umberto Nobile設計及以駕駛。航程從挪威的斯瓦巴群島跨越北極海到阿拉斯加，上面有許多的科學家及工作人員，後來在1928年駕著飞艇第二次造訪北極，但在回程中墜毀，一半的工作人員也因此喪生。

### 1940年-21世紀
人類挑戰船隻抵達北極點的紀錄，從20世紀初期開始，然而幾次的挑戰都失敗了，當時蘇聯的破冰船因為動作太慢而被冰包圍，不幸沈沒，船員多日後被飛行員發現才獲救。隨著二戰後核能的廣泛利用，許多特種船隻獲得了無限的續航力，挑戰北極的行動才得以實踐，這當然也成為美蘇之間的較量題材，1958年，美國使用了鸚鵡螺號核動力潛艇穿越了北極點，後來雪板號核動力潛艇更是首艘浮到北極點的船隻。而真正利用水面船隻到達北極點，則是由蘇聯的核動力破冰船完成，至此北極點正式被人類攻略。

## 北極地區特點

### 白天和黑夜
北極在夏天時，太陽持續在地平線上，稱為極晝，相反的，在冬天時太陽持續的在地平線下，稱為極夜。北極的日出約在春分（約在3月20日），之後花三個月的時間，在夏至（約在6月21日）到其最高點，仰角約23½°度，之後太陽開始落下，日落約在秋分（約9月23日）。當北極看的到太陽時，太陽的軌跡類似一個與地面平行的大圓。大圓一開始靠近地平線，慢慢上昇，到夏至時高度最高，再慢慢下降，在秋分後就看不到了。
在日出前或日落後，陽光因空氣折射而照到地面的光稱為曙暮光。北極的民用曙暮光約在日出前或日落後二週內，航海曙暮光約在日出前或日落後五週內，而天文曙暮光約在日出前或日落後七週內。
上述的情形是因為地球的轉軸傾角以及其繞太陽旋轉。地球的轉軸傾角在一年內的變化非常小。在北方的夏天北極面對太陽。然後慢慢的背對太陽，到冬季時離太陽最遠。南極的情形相近，只有六個月的間隔。

### 時間
地球上大部份的地區是以經度決定其時區及時間，因此其時間多少會和太陽的位置同步（例如中午時太陽在最高點的位置）。但北極每年只有一次日出，一次日落，且所有的經線都交會在北極，不適用上述的規則。北極沒有固定的居民，也沒有設定時區。採險者可以用任何方便使用的時區，如格林威治標準時間或是出發地點的時區。

### 氣候

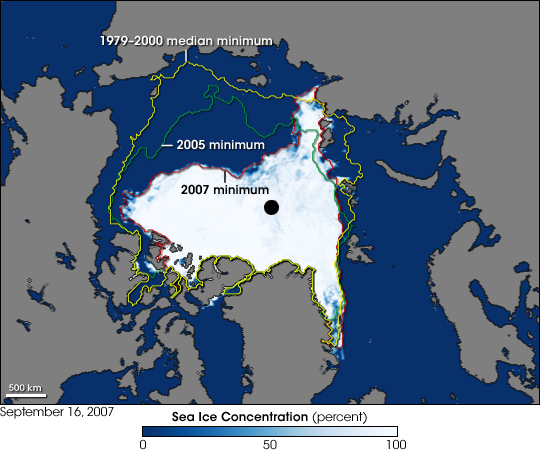
2007年北極的氣候變遷，和2005年及1979-2000年的平均值比較

由於北極是在海平面上，且周圍由海洋包圍，不像南極是在一個有海拔的陸地上，因此北極的溫度顯著的比南極要高。
北極冬天（1月）的氣溫介於−43 °C（−45 °F）到−26 °C（−15 °F），平均約在−34 °C（−29 °F）。夏天（6至8月）的溫度平均會在冰點，有紀錄以來的最高溫為5 °C（41 °F），比南極的最高溫−12.3 °C（9.9 °F）要高很多。
北極的海冰約有2至3米（6英尺7英寸至9英尺10英寸）厚，不過其厚度、在空間中的分佈情形、以及在開放水域中的破裂情形都會隨氣候和天氣而產生明顯的變化。研究指出這些年來浮冰厚度已漸漸變薄，這有可能是受到全球暖化的影響，但最近發現的冰層厚度突然變薄，不太可能完全只歸咎由北極的暖化。研究也針對出數十年後北極在夏天會完全沒有冰，預計時間從2016年到21世紀後期甚至更晚。
北極海冰減少後，可以反射太陽輻射的冰減少，會加速全球暖化效應，而且會促進极地涡旋的產生，對氣候有不良的影響。

### 生態
北極熊很少出現在緯度高於北緯82°的地區，原因是缺乏食物，不過在北極附近有發現北極熊的踪跡，2006年有探險隊看到有北極熊在距北極只有1英里（1.6）的地點。在北極有出現過環斑海豹，也曾在距89°40′ N.不到60（37英里）的距離看過北極狐。
有在北極或北極附近發現過鳥類，包括雪鵐、暴雪鸌及三趾鷗，不過因為鳥類會跟著船及探險隊，上述觀察到的也許不是原來鳥類的活動範圍。
在北極的水中有發現魚類，不過數量可能不多。俄羅斯探險隊的一名成員在2007年8月下降到北極的海床，在報告中提到其中沒有生物。不過後來俄羅斯探險隊有在海床上發現海葵，潛水者的錄影影像中也發現有不知名品種的蝦及端足類生物。

## 参看
- 南极
- 北極 (天文)
- 北极地区
- 北極理事會
- 生物群系
- 天極
- 黃極 (天文)
- 北極 (阿拉斯加州)
- 北極星
- 北極航線

## 外部連結
- Arctic Council（页面存档备份，存于）
- The Northern Forum（页面存档备份，存于）
- North Pole Web Cam（页面存档备份，存于）
- The short Arctic summer of 2004（页面存档备份，存于）
- The puzzling Arctic summer of 2003（页面存档备份，存于）
- FAQ on the Arctic and the North Pole（页面存档备份，存于）
- Polar Controversies Still Rage（页面存档备份，存于） article by Roderick Eime
- Magnetic Poles locations since 1600（页面存档备份，存于） Download the KMZ file. For Google Earth Users.
- The Polar Race a biennial race to the 1996 certified position of the Magnetic North Pole
- The Polar Challenge an annual race to the Magnetic North Pole
- Daylight, Darkness and Changing of the Seasons at the North Pole（页面存档备份，存于）
- Video of scientists on sea ice at the North Pole as it begins to crack underfoot
- Experts warn North Pole will be 'ice free' by 2040（页面存档备份，存于）
- 9月前北極冰恐消失

90°N 0°E / 90°N 0°E